# Gewerkschaft Öffentliche Dienste, Transport und Verkehr
Gewerkschaft Öffentliche Dienste, Transport und Verkehr (skrót ÖTV; pol. Związek Zawodowy Służb Publicznych, Transportu i Ruchu Drogowego) – były niemiecki związek zawodowy, który zrzeszał pracowników służb publicznych; drogowych, publicznego transportu, służb utrzymania zieleni, wywozu śmieci itp.
Siedziba związku mieściła się w Stuttgarcie, gdzie 30 stycznia 1949 został założony. Był jedną z organizacji członkowskich DGB. Pod koniec swojego istnienia zrzeszał ok. 1,5 miliona członków i był drugim co do wielkości związkiem – po IG Metall – zrzeszonym w DGB.
W 2001 roku ÖTV uległ likwidacji w toku połączenia z czterema innymi związkami, w wyniku czego powstał związek ver.di, którego pierwszym przewodniczącym został ostatni przewodniczący ÖTV, Frank Bsirske.

## Przewodniczący ÖTV
- 1949–1952: Adolph Ludwig Kummernuss(inne języki) i Georg Huber (równoprawni przewodniczący)
- 1952 – 1964: Adolph Ludwig Kummernuss
- 1964 – 1982: Heinz Kluncker(inne języki)
- 1982 – 1994: Monika Wulf-Mathies
- 1994 – 2000: Herbert Mai(inne języki)
- 2000 – 2001: Frank Bsirske